# Grigori Grigorjewitsch Kriwoschein
Grigori Grigorjewitsch Kriwoschein (russisch Григорий Григорьевич Кривошеин; * 21. Januarjul. / 2. Februar 1868greg. in Feodossija; † 29. Juli 1945 in Lyon) war ein russischer Brückenbauingenieur und Hochschullehrer.

## Leben
Kriwoschein absolvierte das 4. Moskauer Kadettenkorps und begann 1887 den Dienst in der Kaiserlich Russischen Armee im 1. Kaukasus-Sappeur-Bataillon. Es folgte das Studium an der  Nikolai-Schule für Militäringenieure in St. Petersburg (Abschluss 1889) und an der Nikolai-Akademie für Militäringenieure (Abschluss 1894). Im Februar 1896 wurde er Repetitor und im März 1897 etatmäßiger Lehrer für Baukunst an der Nikolai-Akademie und -Schule. Außerordentlicher Professor wurde er 1903 und ordentlicher Professor 1913.
Neben seiner Lehrtätigkeit arbeitete Kriwoschein als Bauingenieur. Zusammen mit dem Architekten Wladimir Apyschkow projektierte er 1903–1906 eine Panteleimon-Brücke und eine neue Tschernyschow-Brücke über die Fontanka in St. Petersburg, die nicht realisiert wurden. Mit Nikolai Belelubsky, Wladimir Apyschkow und Leonti Benois baute er 1908–1913 in St. Petersburg die Brücke des Kaisers Peter der Große und die Finnland-Eisenbahnbrücke über die Newa. In dieser Zeit baute er auch die Brücke über den Russaniwka-Seitenarm des Dnepr in Kiew. 1905 konstruierte er die Kuppel des Gebäudes des Generalstabs am Palastplatz in St. Petersburg. Die mit Marian Peretjatkowitsch gebaute Ismail-Straßenbahn-Stahlbrücke über die Fontanka wurde 1908 eröffnet. Mit dem Architekten Wladimir Pokrowski baute er 1911–1913 die St.-Alexi-Gedächtniskirche auf dem Völkerschlachtsgelände in Leipzig, deren Dachkonstruktion der Ingenieur Otto Enke berechnete.
Während des Ersten Weltkriegs war Kriwoschein Mitglied eines Wasserfall-Komitees. Nach der Oktoberrevolution war er Chefingenieur beim Bau des Wasserkraftwerks am Wolchow. Am 5. November 1919 wurde er verhaftet und nach Moskau gebracht. Auf Antrag des Politischen Roten Kreuzes wurde er Anfang 1920 mit Überwachung freigelassen. 1921 verließ er mit seiner Familie heimlich die RSFSR und emigrierte über Finnland in die Tschechoslowakei.
Kriwoscheins Sohn Nicolás Krivoschein (* 1893 in St. Petersburg, † 1968 in Alma-Ata) war Ingenieur und Hochschullehrer in Paraguay und kehrte 1960 mit Frau und drei Söhnen in die UdSSR zurück. Kriwoscheins Enkelin Natalia Krivoshein de Canese (* 1926 in Prag, † 2019 in Asunción) war Philologin.

## Ehrungen
- Sankt-Stanislaus-Orden II. Klasse (1906), I. Klasse (1915)[2]
- Russischer Orden der Heiligen Anna II. Klasse (1910), I. Klasse (1916)[2]
- Orden des Heiligen Wladimir III. Klasse (1913)[2]

## Werke

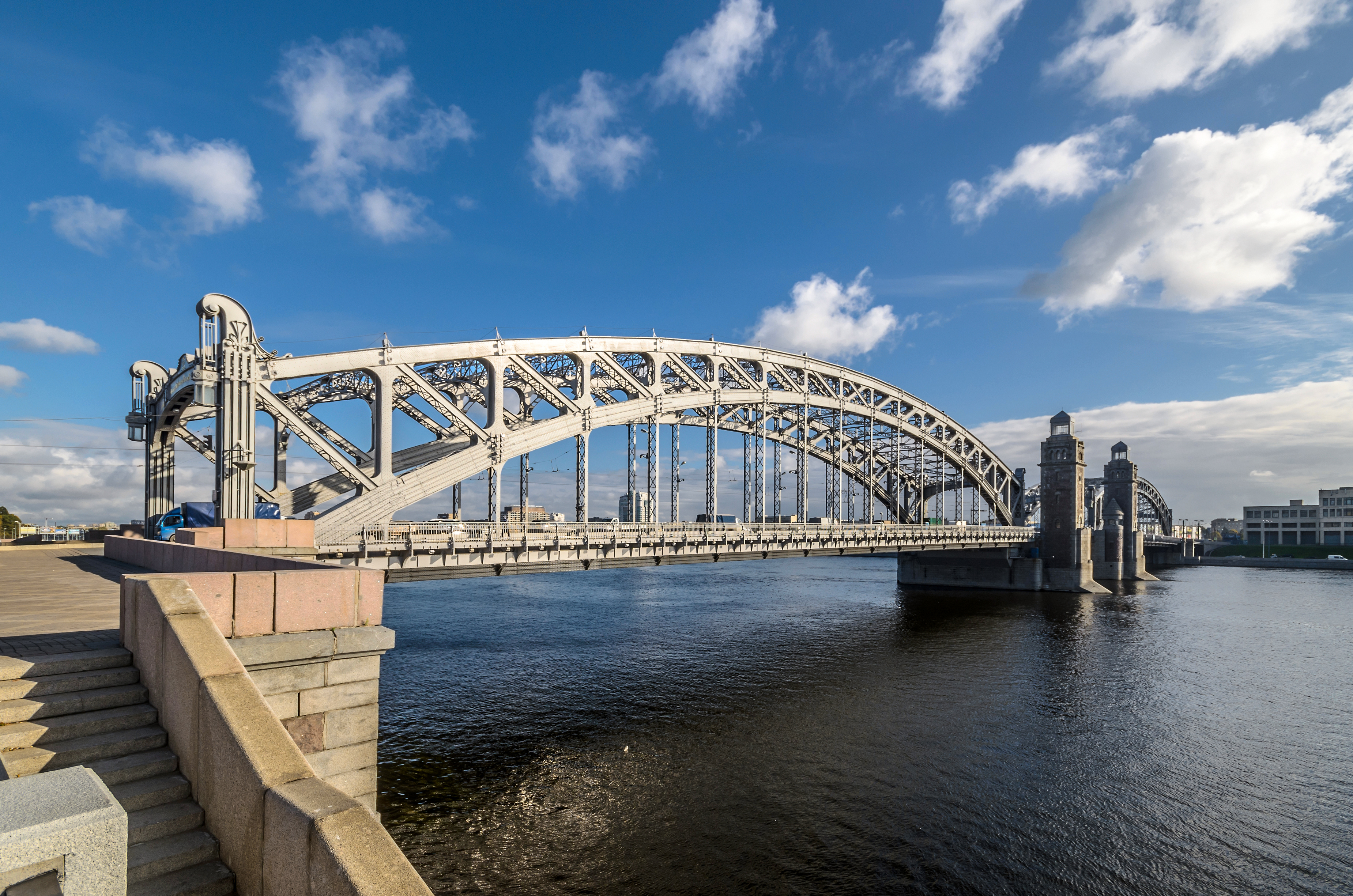
Brücke des Kaisers Peter der Große, St. Petersburg
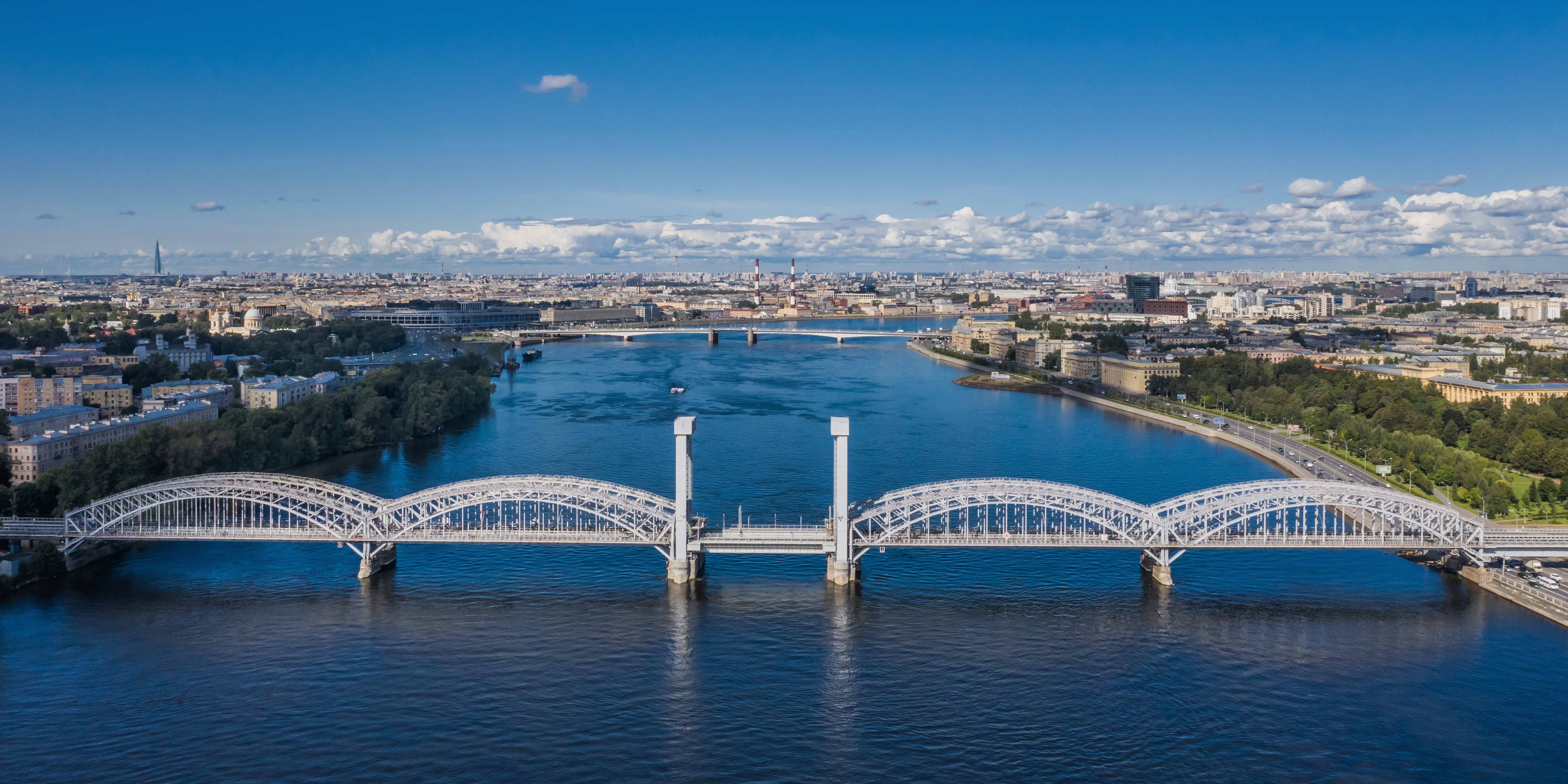
Finnland-Brücke, St. Petersburg
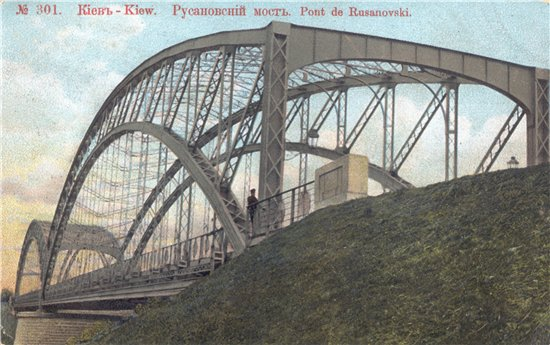
Russaniwka-Brücke, Kiew
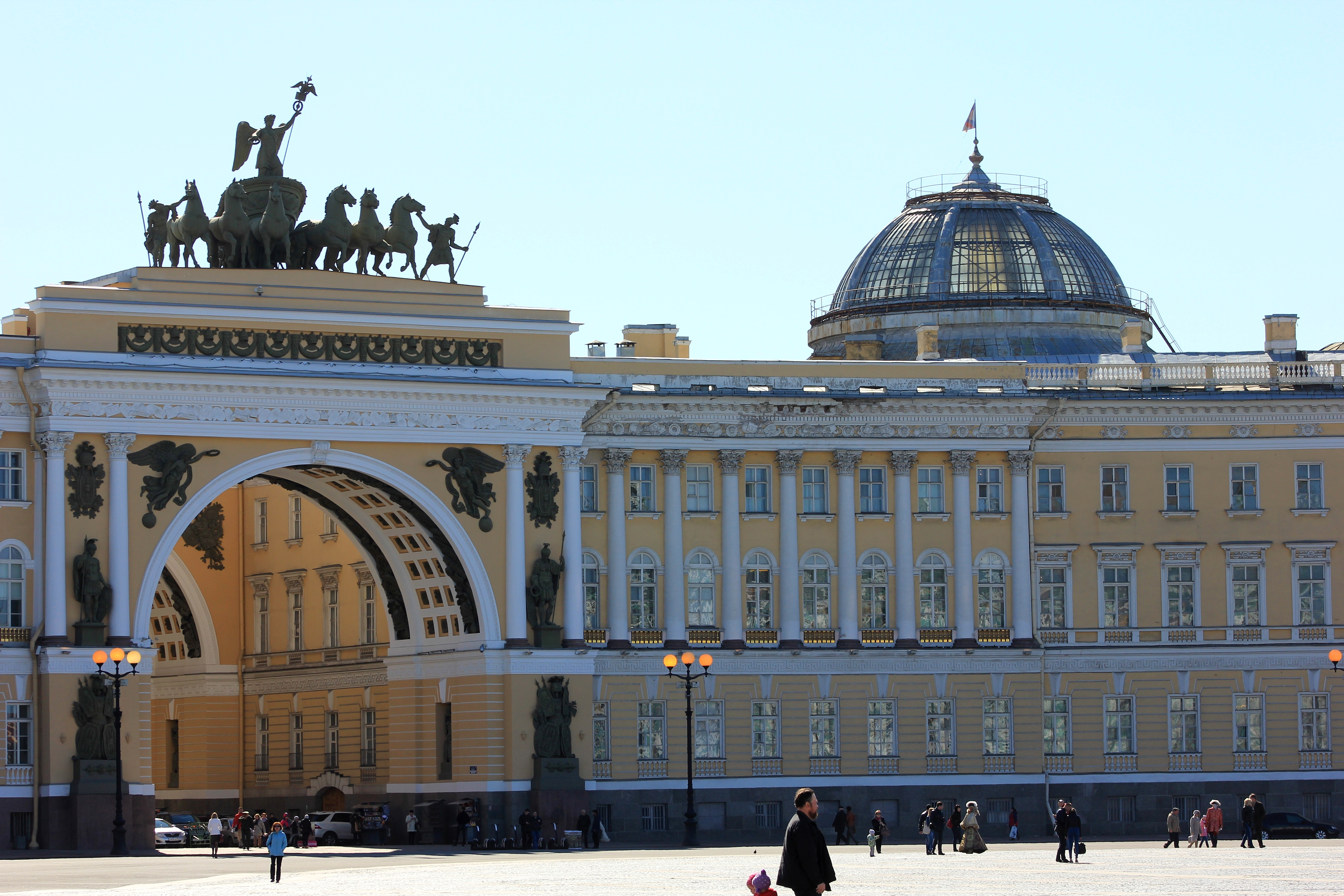
Generalstabsgebäude, St. Petersburg
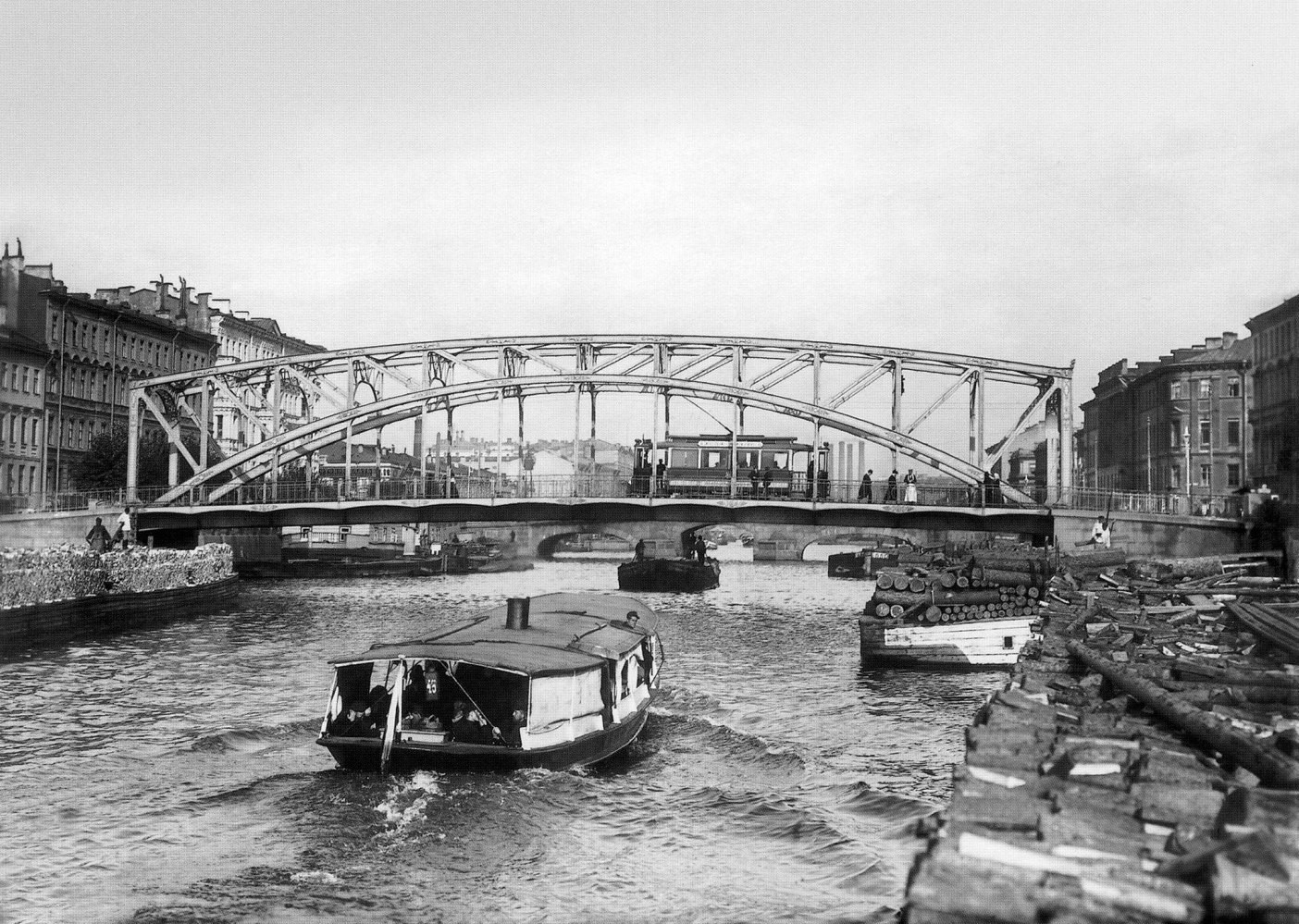
Ismail-Straßenbahn-Brücke, St. Petersburg
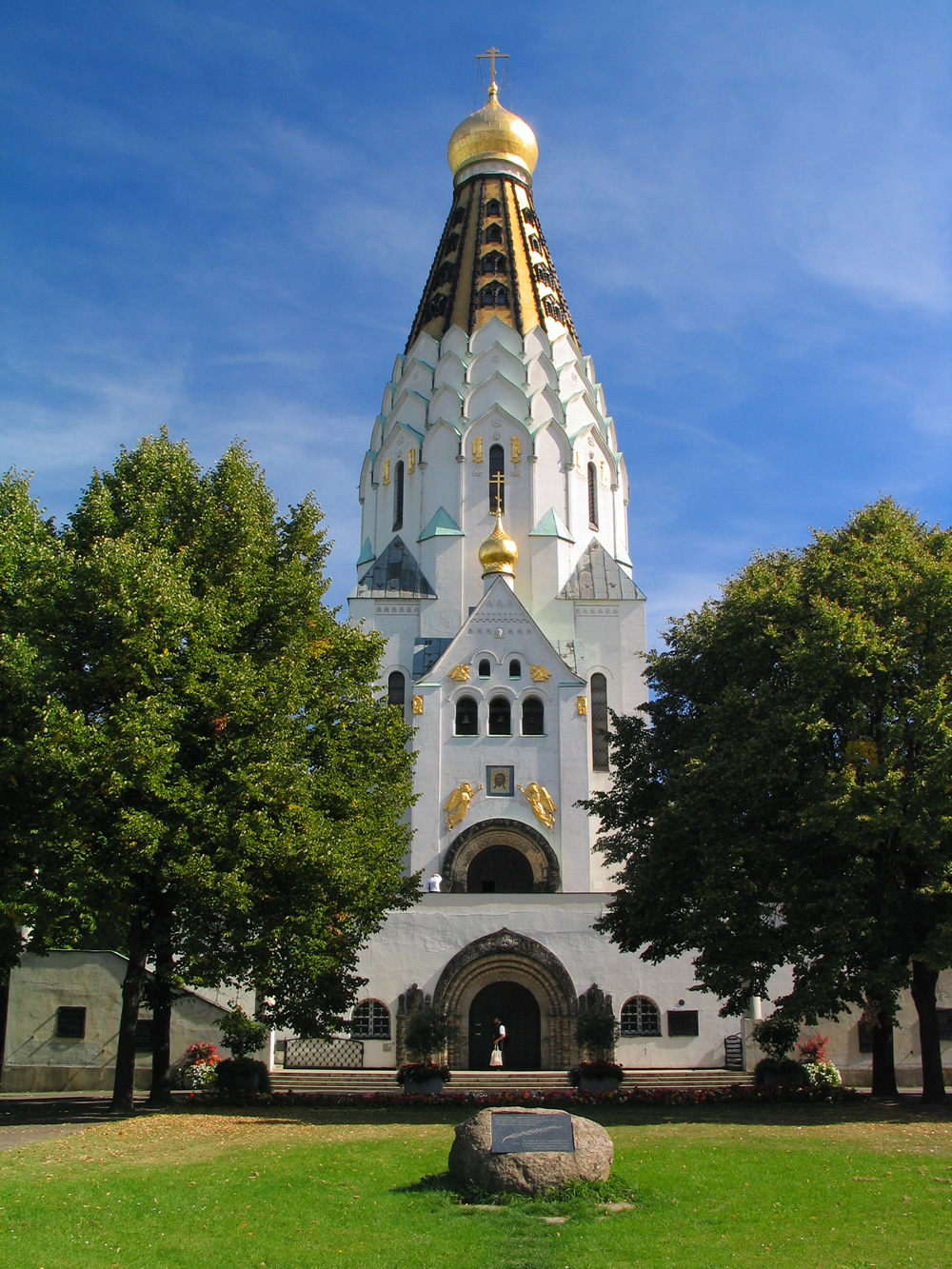
St.-Alexi-Gedächtniskirche, Leipzig